# Граковский, Вадим Ефимович
Вадим Ефимович Граковский (род. 26 апреля 1960, Ташкент) — актёр и режиссёр театра и кино. Организатор и режиссёр ряда театральных проектов и фестивалей.
С детства интересовался театром, активно участвовал в школьной самодеятельности. Провалишись при поступлении в московские театральные вузы, поступил на факультет филологии Ташкентского Государственного Университета и окончил его в 1990 году. В 1996 году заканчивает факультет режиссуры в Ташкентском театральном институте. С 2001 года живёт и работает в Германии, в основном в Берлине. Старший брат актера Владислава Граковского.

## Творческая биография
- 1982—1994 Актёр и ассистент режиссёра в театральной студии «Маятник» (18 главных и второстепенных ролей).
- 1994—2002 Актёр и режиссёр Академического Драматического Государственного Театра в Ташкенте, театра «Аладдин», театра антрепризы «Зарафшан», танцевального театра «Лик» (8 режиссёрских и 21 актёрская работа).
- 1997—2000 Организатор и режиссёр фестиваля молодых модельеров Узбекистана.
- 2002 организатор и постановщик городских праздников в Эслингене (Германия).
- с 2003 — актёр и режиссёр Русского камерного театра (недоступная ссылка) в Берлине.
- с 2006 — руководитель детского экспериментального театра в Берлине.
- с 2008 — актёр театра Русская сцена (Берлин).
- с 2008 — актёр еврейского театра «Мехае» в Ростоке.

## Участие в международных фестивалях
- 1982—1994 Фестивали в Франции, Польше, Италии, Испании, Дании, Швеции, Швейцарии, Бельгии, Голландии, Англии, Португалии, Турции, Германии.
- 2008 — театральный фестиваль в Пушкинских горах.
- 2008 — театральный фестиваль «Белая Вежа» в Бресте (Белоруссия).
- 2009—2010 театральный фестиваль «Встречи в России» (Санкт-Петербург).
- 2009 — театральный фестиваль в Дублине (Ирландия).
- 2009 — театральный фестиваль в Валке (Латвия).
- 2009 — театральный фестиваль в Кишинёве (Молдавия).

Удостоен премии как лучший актёр на международных фестивалях в Софии (Болгария), Казани (Татарстан) и Ташкенте (Узбекистан).

## Режиссёрские работы (выборочно)
- 1982—1994 «Чинзано», «Анданте» (Л. Петрушевская)
- «Ты тоже виновен», «Друзья» (Кобо Абэ)
- «Земляничная поляна» (С. Поляков)
- 1996 — «Близнецы» (Жан-Жак Брикер, Морис Ласег)
- 2003 — танцевально-драматический спектакль «Путешествие в судьбу»
- 2007 — танцевально-драматический спектакль «Жена Чайковского — роман, которого не было»

## Актёрские работы (выборочно)

### Театр-студия «Маятник» (Ташкент)
- «Васса Железнова» (М. Горький) — Прохор
- «Чёрный человек, или я — бедный Сосо Джугашвили» (В. П. Коркия) — Берия

### Ташкентский академический театр им. М. Горького
- «О, Марианна!» (В. С. Попов) — главная роль
- «Самоубийство влюбленных на Острове Небесных Сетей» (Тикамацу) — Могаэмон
- «Айвовые сны» (Т. К. Зульфикаров) — Карабутон

### Ташкентский театр «Аладдин»
- «Зануда» (Ф. Вебер) — главная роль
- «Коллекция» (Г. Пинтер) — Джеймс, главная роль
- «Дверь в смежную комнату» (А. Эйкборн)
- «Сокровище на острове Пеликана» (Д. Б. Пристли) — главная роль

### «Интернациональный Театр» (Франкфурт-на-Майне)
- «Трудные люди» (Й. Бар-Йосеф) — Саймон, главная роль
- «Жизнь удалась» (А. В. Вдовин) — Михаил, главная роль

### «Русский Камерный Театр» (Берлин)
- «Жена Чайковского — роман, которого не было» — Антонина Чайковская
- «Обломов мёртв! Да здравствует Обломов!» (по И. А. Гончарову) — Штольц
- «Маленькие комедии Чехова» (по А. П. Чехову)
- «Вертинский. Путешествие в судьбу» — Вертинский

### Еврейский театр «Мехае» (Росток)
- «Осколки хрустальной ночи» (Б. Брехт, Ф. Брукнер, Ф. Вольф) — Манн, Карланер, Доктор Хельпах, Клайнер
- «Сад» (Й. Бар-Йосеф) — Менаше Циркин

### Театр «Русская Сцена» (Берлин)
- «Каин» (по лорду Байрону) — Люцифер[1]
- «Эзоп — как выпить море» (Г. Фигейредо) — Ксанф
- «Маленькие трагедии» (А. С. Пушкин) — Барон, Сальери, Председатель, Дон Гуан
- «МаскарАд Арбенина» (по М. Ю. Лермонтову) — Арбенин[2]

## Работы в кино и на телевидении (выборочно)
- Телевизионная юмористическая передача «Апропос…..» (Ведущий, 1994-1998 годы)
- Фильм «Обед для нищих»  (главная роль, 2001 год)
- Короткометражный фильм «Лучшие времена», производство Фильм-академия (Берлин, 2004 год)
- Короткометражный фильм «Спившийся», производство ТФХ (Берлин, 2005 год)
- Короткометражный фильм «Концерт», производство Медиа-академия (Берлин, 2006 год)